# J. Allen Frear

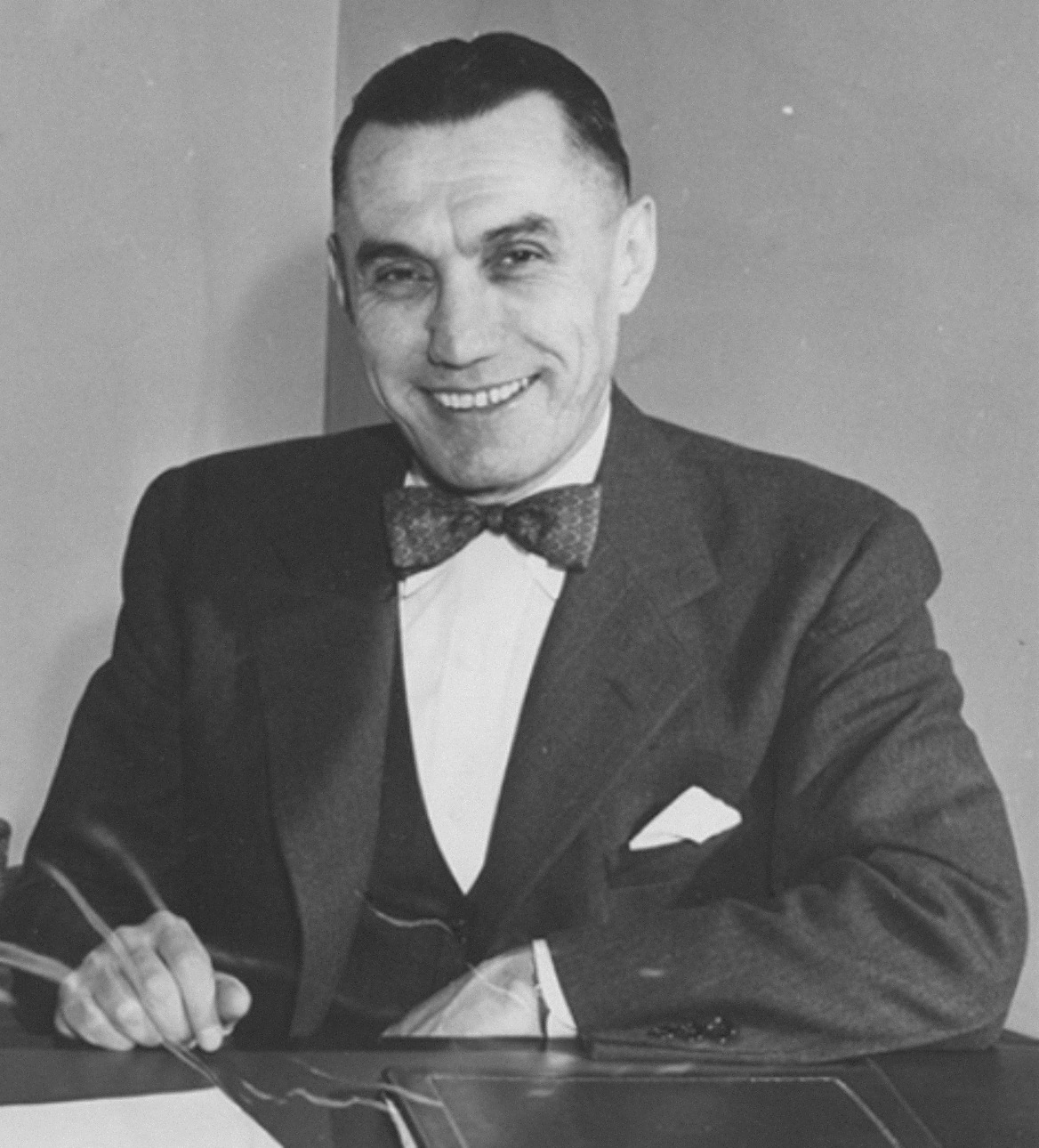
J. Allen Frear

Joseph Allen Frear Junior (* 7. März 1903 bei Rising Sun, Delaware; † 15. Januar 1993 in Dover, Delaware) war ein US-amerikanischer Politiker (Demokratische Partei), der den Bundesstaat Delaware im US-Senat vertrat.

## Leben
Der auf einer Farm im Kent County geborene Allen Frear besuchte die öffentlichen Schulen seiner Heimat und machte 1924 seinen Abschluss an der University of Delaware. Danach betätigte er sich in mehreren Geschäftsfeldern. So gehörte ihm eine Molkerei in der Nähe von Dover; außerdem war er Präsident und Eigentümer eines in dieser Stadt ansässigen Einzelhandelsunternehmens. Überdies war er im Bankgewerbe aktiv. Von 1936 bis 1941 saß er im Aufsichtsgremium des Delaware State College; zwischen 1938 und 1948 gehörte er dem Senioren-Wohlfahrtsausschuss seines Staates an. Schließlich fungierte er von 1938 bis 1947 auch als Direktor des Federal Land Bank Board in Baltimore sowie im Anschluss bis 1951 als Präsident des Kent General Hospital in Dover. Während des Zweiten Weltkrieges diente Frear als Offizier in der US Army.
1948 trat Frear als demokratischer Kandidat bei der Wahl zum US-Senat an, wobei er auf den republikanischen Amtsinhaber C. Douglass Buck traf und diesen mit 50,8 Prozent der Wählerstimmen besiegte. Er nahm sein Mandat im Kongress ab dem 3. Januar 1949 wahr und gehörte im Senat zunächst der demokratischen Mehrheitsfraktion an; nach den Wahlen des Jahres 1952 bildete seine Partei die Opposition. Frear kandidierte 1954 erneut und setzte sich mit knapp 57 Prozent der Stimmen deutlich gegen den republikanischen Kongressabgeordneten Herbert B. Warburton durch. Eine weitere Wiederwahl gelang ihm nicht: 1960 unterlag er in einem knappen Rennen mit 49,3 Prozent der Stimmen dem Gouverneur von Delaware, Cale Boggs, der 50,7 Prozent erreichte.
Frear schied daraufhin am 3. Januar 1961 aus dem Senat aus. Wenig später wurde er in die US-Börsenaufsichtsbehörde berufen, in der er bis 1963 verblieb. Danach ging er wieder seinen geschäftlichen Aktivitäten nach. Er starb 1993 in Dover und wurde in Camden beigesetzt. Das J. Allen Frear Federal Building in Dover und die Allen Frear Elementary School in Camden sind nach ihm benannt.